# ダレン・ブラウン
ダレン・ブラウン (Derren Victor Brown、1971年2月27日 - ) は、イギリスのメンタリスト、「
メンタル・マジックを専門とするマジシャン。
別名、「心を操る悪魔」　「心の魔術師」　などとも呼ばれる。
多くのメンタリストは「マインド・リーディング」「予言」などがレパートリーだが、彼はその他に「心理学」や「催眠」などを取り入れたパフォーマンスを得意としており、いくつかのTVシリーズで独自の路線を見せている。

## 略歴
- 1971年2月27日、クロイドンで出生。

- ブリストル大学で法律とドイツ語を学ぶ[4]。

- マジック、催眠術を学び、在学中からバーやレストランで実演。

- 1999年に、イギリスのチャンネル4というテレビ局で「マインド・コントロール」という番組が製作される。「マインド・コントロール」のTVシリーズのほか、「トリック・オブ・マインド」、「ロシアン・ルーレット（大部分が生中継）」、「降霊術」、「メサイア」、「強奪　（ヘイスト）」、「ザ・システム」等が放映された。その内の多くはDVD化されている。

- 2007年に、インデペンデント紙のインタビューで、自身がゲイであることを公表した。[5]

## 関連人物
- アンディ・ナイマン